# NGC 4473
NGC 4473 أو إن جي سي 4473 هي مجرة إهليلجية ضمن كوكبة الهلبة. تم اكتشافها عام 1784 من قبل ويليام هيرشل. تبعد 50 مليون سنة ضوئية عن الأرض.